# Западнорусский язык
Западнору́сский язык, старобелорусский язык, староукраинский язык, рутенский язык (самоназвание рус(ь)кий ѧзыкъ, рус(ь)ка мова, проста мова, бел. старабеларуская мова, укр. староукраїнська мова, пол. język ruski, лат. lingua ruthenica, lingwa lietowia) — литературный восточнославянский язык, имевший распространение в Западной Руси и Молдавском княжестве.

## Сферы употребления
Язык существовал в двух формах: письменной и устной.
Письменный язык при великом князе Ольгерде стал общегосударственным языком Великого княжества Литовского.

### Письменный деловой

Фраза «рꙋскиⸯ єзыкь» из Статута Великого княжества Литовского 1588 года

Западнорусский письменный язык — один из официальных письменно-литературных языков Великого княжества Литовского с XIV века по 1696 год, а также восточнославянских воеводств Королевства Польского (после 1569 г.) и Молдавского княжества, как язык делопроизводства и литературы. Развился на базе письменности Древней Руси. В его основу легли западные (старобелорусский и староукраинский) диалекты восточных славян, а также элементы церковнославянского (преимущественно украинско-белорусского извода) и польского языков. К концу XVII века на территории Великого княжества Литовского как язык делопроизводства был полностью вытеснен польским языком.

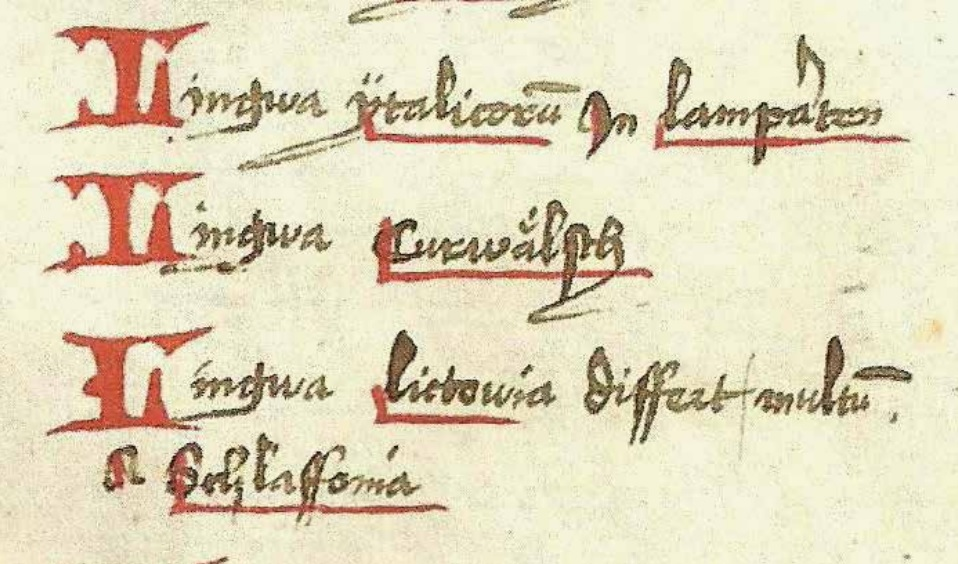
Lingwa Lietowia, упоминается в «Хронике Констанцского собора» Ульриха фон Рихенталя, XV век. Он включен в список европейских языков во время Констанцского собора (1414)

Иностранцы плохо различали язык Московского и Литовского государств, называя тот и другой «русским». При этом название «русский» в Московском государстве относилось к церковнославянскому языку, то есть «русский» и «словенский» (церковнославянский) язык в Москве были синонимами; а в Литве название «русский» обозначало язык, противостоящий церковнославянскому языку, то есть «русский» и «словенский» язык в Великом княжестве Литовском имели совершенно различные значения. «Просту мову» Великого княжества Литовского в Москве называли «литовским» или «белорусским» языком. В Великом княжестве Литовском (а также на тех землях Великого княжества Литовского, которые в 1569 году отошли Польше) в XVI—XVII веках писатели также иногда называли его литовским. В настоящее время литературно-деловой язык Великого княжества Литовского в Белоруссии чаще определяют как старобелорусский, а на Украине как староукраинский.

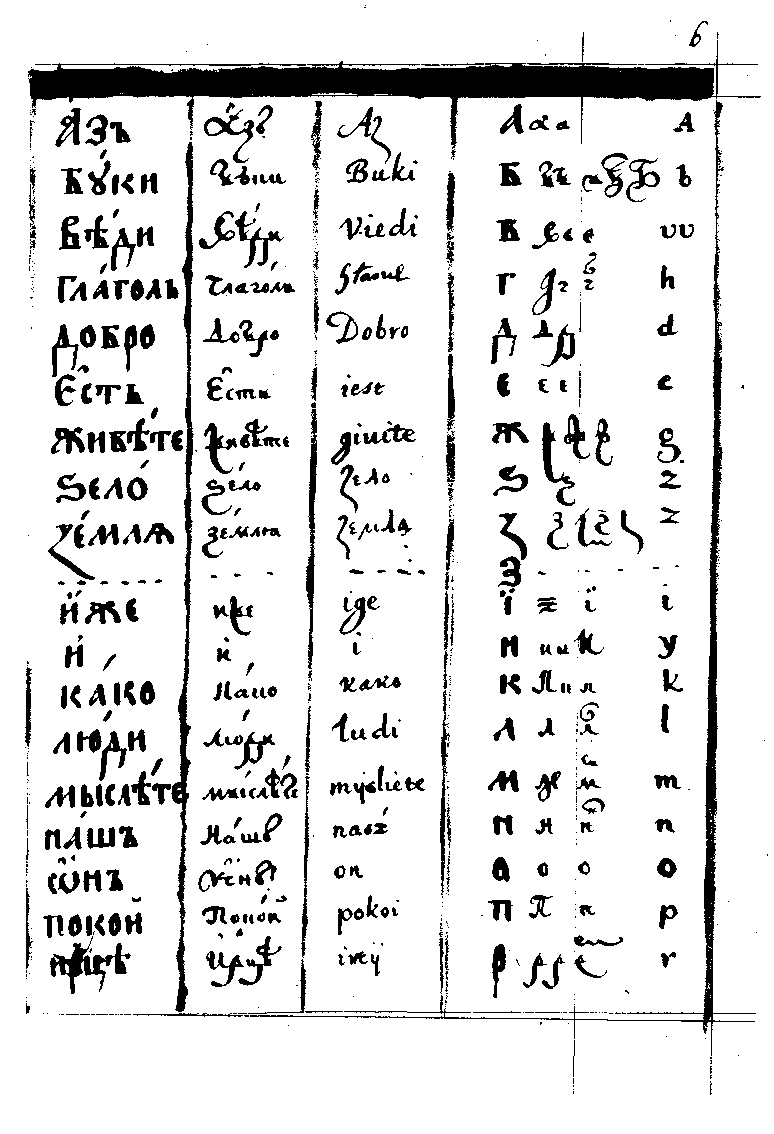
Таблица «Грамматыки словенской» Ивана Ужевича (1645). Западнорусский алфавит кириллицей и латиницей

В актовых записях канцелярии Великого княжества Литовского использовалась традиционная кириллица. В процессе сближения Великого княжества Литовского с Королевством Польским и нарастания влияния польской культуры, иногда применялась латиница. Литовские татары писали свои «китабы» и «хамаилы» белорусской арабицей, однако их язык был, видимо, более приближен к разговорному старобелорусскому языку, нежели современный им литературный старобелорусский письменный язык, поскольку традиционное правописание стирает особенности разговорного языка и не отражает их.
Западнорусский язык Молдавского княжества испытал влияния книжного болгарского языка (нормированного тырновскими правилами), а также польского и, в меньшей степени, молдавского.

### Литературный
Литературный язык имел наддиалектную форму и мог значительно отличаться от местных разговорных наречий Великого княжества Литовского, так как «рус(ь)кая мова» не базировалась на живых разговорных чертах только одного из народов (белорусского или украинского), и, в период нахождения их в составе Великого княжества Литовского, для тех и других был общим литературным языком, представляя собой этап в развитии белорусского и украинского литературных языков.
Возникновение западнорусского литературного языка как отдельной идиомы и начало его документированного развития в таком качестве относятся обычно к XIV веку. Дальнейшее развитие происходило в XV веке и вершина развития была достигнута в XVI веке, во второй половине XVI — первой половине XVII века были предприняты попытки кодификации, из которых наиболее значимыми признаются грамматика и букварь Ивана Фёдорова (1574, 1578), грамматика Лаврентия Зизания (1596) и грамматика Ивана Ужевича (1645).
Литературный западнорусский язык отличался от делового. Обычно разница между ними была небольшая (в Лютеранском катехизисе, в сочинениях Ипатия Потея), но иногда довольно значительная (в Библии Франциска Скорины, в Евангелии Василия Тяпинского). В XV и XVI веках литературный язык не вполне установился: церковнославизмы в нём могут встречаться, полонизмы могут встречаться как в огромном количестве, так и в умеренном, от народного языка он может быть далёк или близок (Евангелие Тяпинского). Он близок к деловому языку, и иногда доходит до тождества с ним («Уния», «Посельство до Папы Сикста» Потея). Полонизация Великого княжества Литовского привела к гибели литературного языка и переходу на польский.
Западнорусский язык в XVII — начале XVIII веков оказал значительное влияние на русский литературный (по Н. С. Трубецкому «московский светско-деловой») язык.

### Устный
Западнорусский устный (разговорный) язык отличался от письменного и имел на территории Литовского княжества черты раннеукраинской и раннебелорусской речи, которые являлись двумя основными диалектами разговорного языка Литовского княжества. Разговорный западнорусский использовался основной массой населения в повседневном общении и, вместе с элементами западнорусского извода церковнославянского (встречаются включения и из других изводов) и польского языков, лёг в основу письменного языка Великого Княжества Литовского. Согласно выводам К. Ш. Станга, в наиболее ранних документах, относящихся к XIV—XV векам, преобладают диалектные черты украинского типа. Однако постепенно по мере изменения границ и соотношения демографической значимости разноязычных групп получают преобладание черты белорусского типа.
Различия в языке были особенно заметными на крайнем севере территории Великого княжества Литовского, где проявлялся «белорусский языковый комплекс» (аканье, дзеканье, цеканье и др.) и юге, где хорошо был заметен «украинский языковый комплекс» (икавизм, отвердение согласных перед е, и, слияние древних i, ы > и и др.).

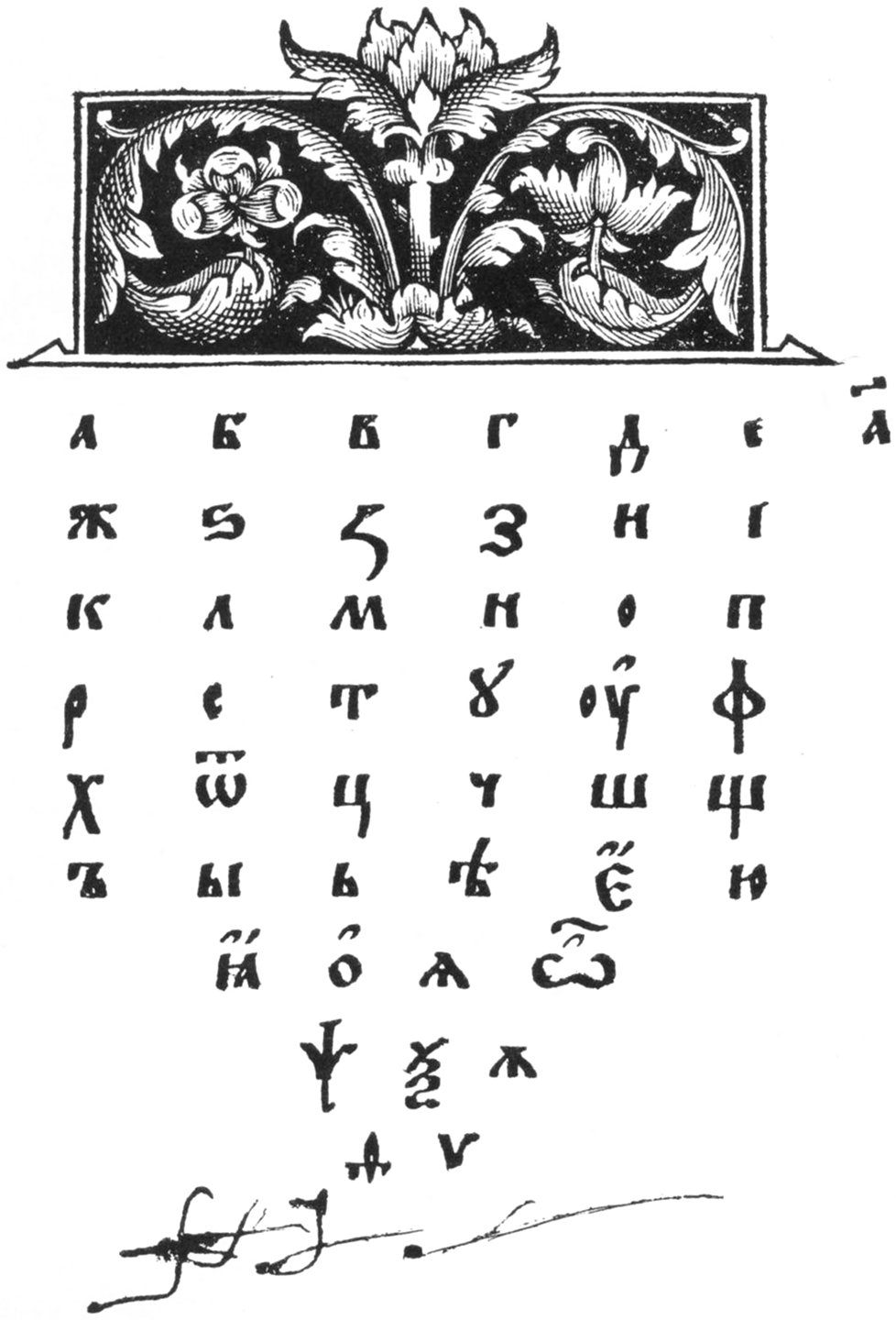
Азбука из книги Ивана Фёдорова. 1574 год
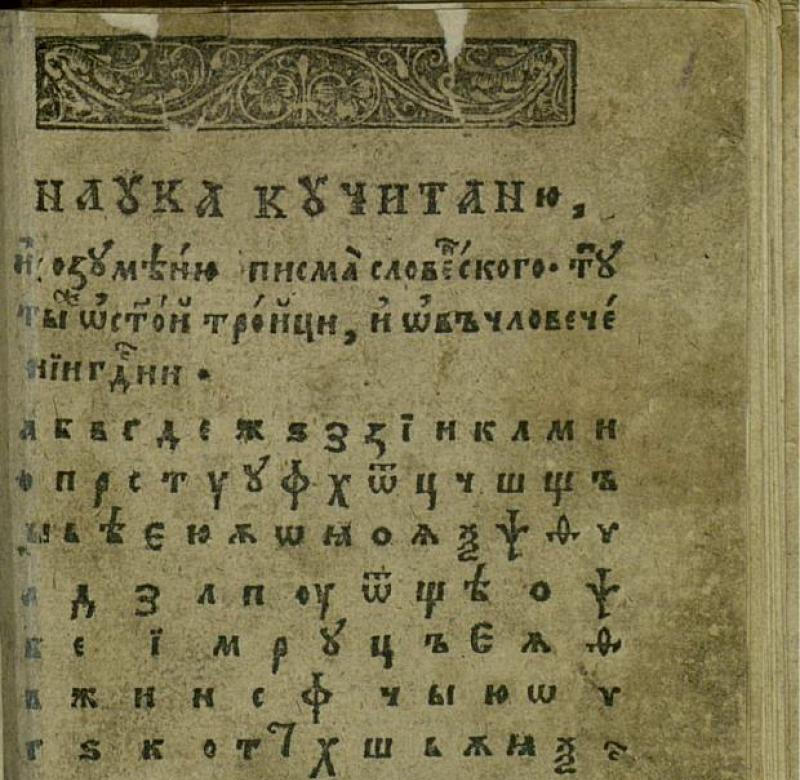
Азбука в букваре Лаврентия Зизания. Вильнюс, 1596 год
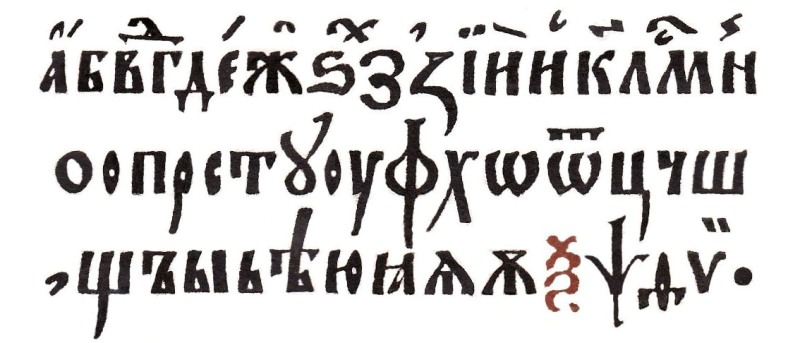
Шрифт типографии Мамоничей. Около 1600 года
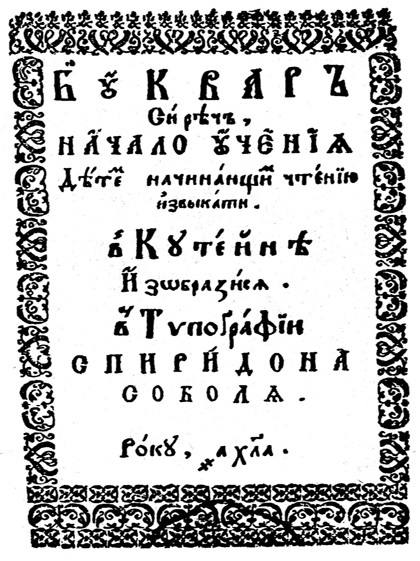
Титульный лист букваря Спиридона Соболя. Кутеинская типография, 1631 год

Наличие звательной формы объединяет западнорусский с украинским и белорусским. Существовало постепенное движение от простой мовы к белорусскому. Граница между белорусскими и великорусскими говорами является размытой, что обычно объясняется борьбой между Великим Княжеством Литовским и Великим княжеством Московским, при которой земли, лежащие между ними (как, например, Смоленская) неоднократно переходили из рук в руки.
В Молдавском княжестве разговорным был галицко-буковинский говор.

## Литературный язык и живая речь
Литературный язык Великого княжества Литовского сложился в актовой письменности государства на основе преимущественно белорусских говоров около Вильно и центральных районов современной Белоруссии (согласно Я. Станкевичу — на южно-полоцких говорах, которые одновременно были восточными говорами центрального диалекта). На ранних этапах формирования языка присутствовало влияние как южноволынских, так и северноволынских (или южнобелорусских) говоров Великого княжества Литовского.
В актовых записях Великого княжества Литовского XIV−XV веков преобладают диалектные черты украинского типа, но уже к концу XV века они сменяются белорусскими. При короле Сигизмунде Августе южный тип языка исчезает полностью в делопроизводстве Великого княжества Литовского. В это время язык литовской канцелярии выступает уже как язык, наиболее близкий к белорусским говорам около Вильно. В этом языке растворился и полоцкий тип актового языка, который раньше выступал в виде самостоятельной формы.
Ввиду наддиалектности письменного литературного языка Великого княжества Литовского существовали определённые отличия письменной «простой мовы» от диалектной разговорной речи населения, основой которого было неграмотное крестьянство. Литературный язык отличался специфическим синтаксисом, канцелярскими штампами и юридической терминологией. Также присутствовали и лексические различия. Например, в словаре Памвы Берынды Лексикон славеноросский (1627 г.) «руская» речь (то есть «проста мова») противопоставляется «волынской» (то есть украинской) и «литовской» (то есть белорусской): церковнославянскому пѣтель здесь соответствуют «руски когутъ, волынски пѣвень, литовски петухъ». При этом повседневная речь шляхты Великого княжества Литовского и образованной интеллигенции была наиболее близка к той форме, которая применялась в деловой письменности.
В XVI—XVII веке западнорусский язык характеризовался наибольшим разнообразием функций и сфер использования: письменный язык канцелярии Великого княжества Литовского, язык светской и, с середины XVI века, духовной литературы (см. Литература Великого княжества Литовского).
Ассимилированные потомки переселившихся, а также вывезенных из Крыма в XIV веке пленных крымских татар использовали народный западнорусский язык в качестве богослужебного. Сохранившиеся до сих пор богослужебные «китабы» являются ярким примером живой белорусской речи, записанной в XVI веке арабским письмом

## Название языка

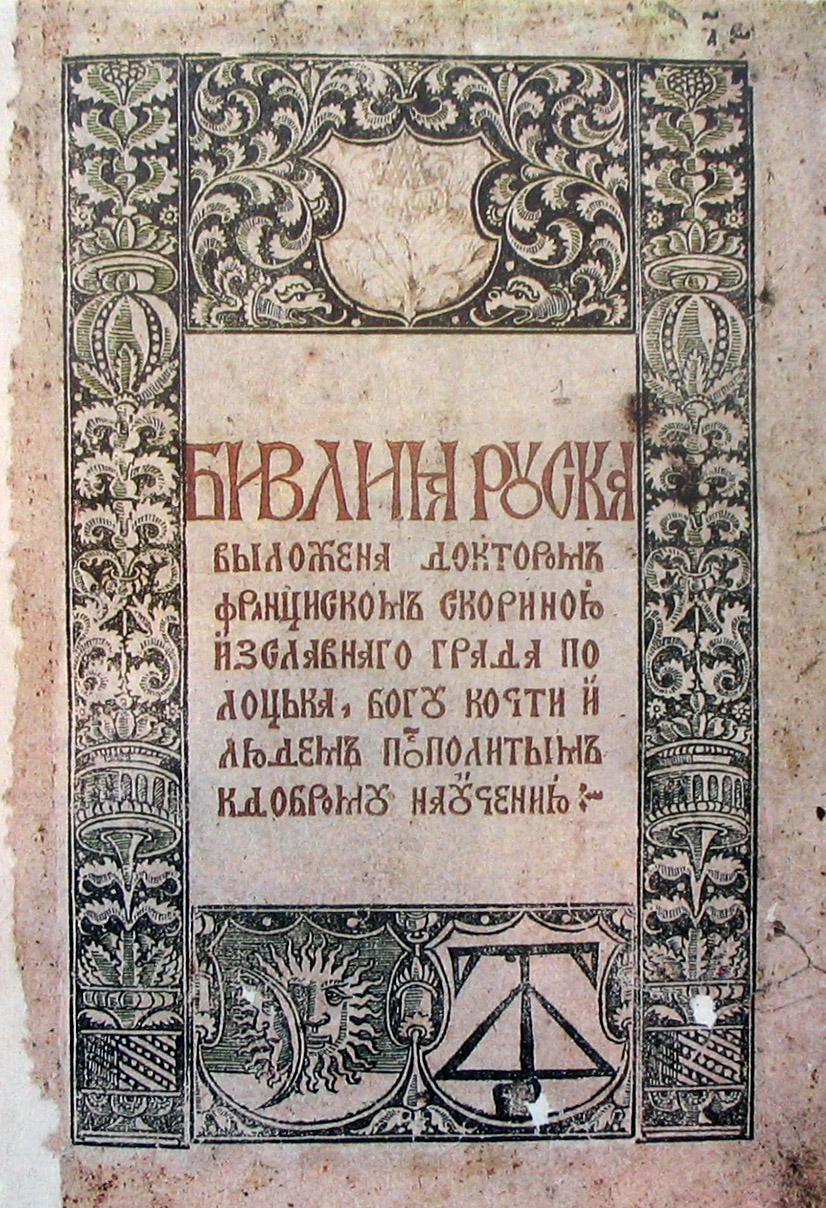
«Библия руска» Франциска Скорины. Написан на западном изводе церковнославянского языка

В качестве самоназвания использовались термины: рус(ь)кий языкъ, литовска мова, руска(я) мова, проста мова.
В историографии письменный язык Великого княжества Литовского фигурирует под разными названиями:
- в России: западнорусский язык[6][48], старобелорусский язык[49][50], белорусский, литовско-русский, руський, польско-русский, древне-западно-польский, юго-западно-русский, южно-русский, юго-западнорусский позднего средневековья[51];
- в Беларуси: старобелорусский язык[52][32];
- на Украине: староукраинский язык;
- в Литве: русинский язык (лит. rusėnų kalba), канцелярный язык восточных славян;
- в Польше: русский язык (пол. język ruski как обозначение языка исторической Руси в отличие от пол. język rosyjski — «российский язык»);
- в западноевропейской литературе: рутенский язык (англ. ruthenian language, нем. Ruthenisch[53], фр. langue ruthène de chancellerie[54]).
- Лаврентий Зизаний (конец XVI века), Памва Берында (1653), Конрад Геснер (середина XVI века), Даниэль Крман (начало XVIII века) и у других авторов: литовский язык.

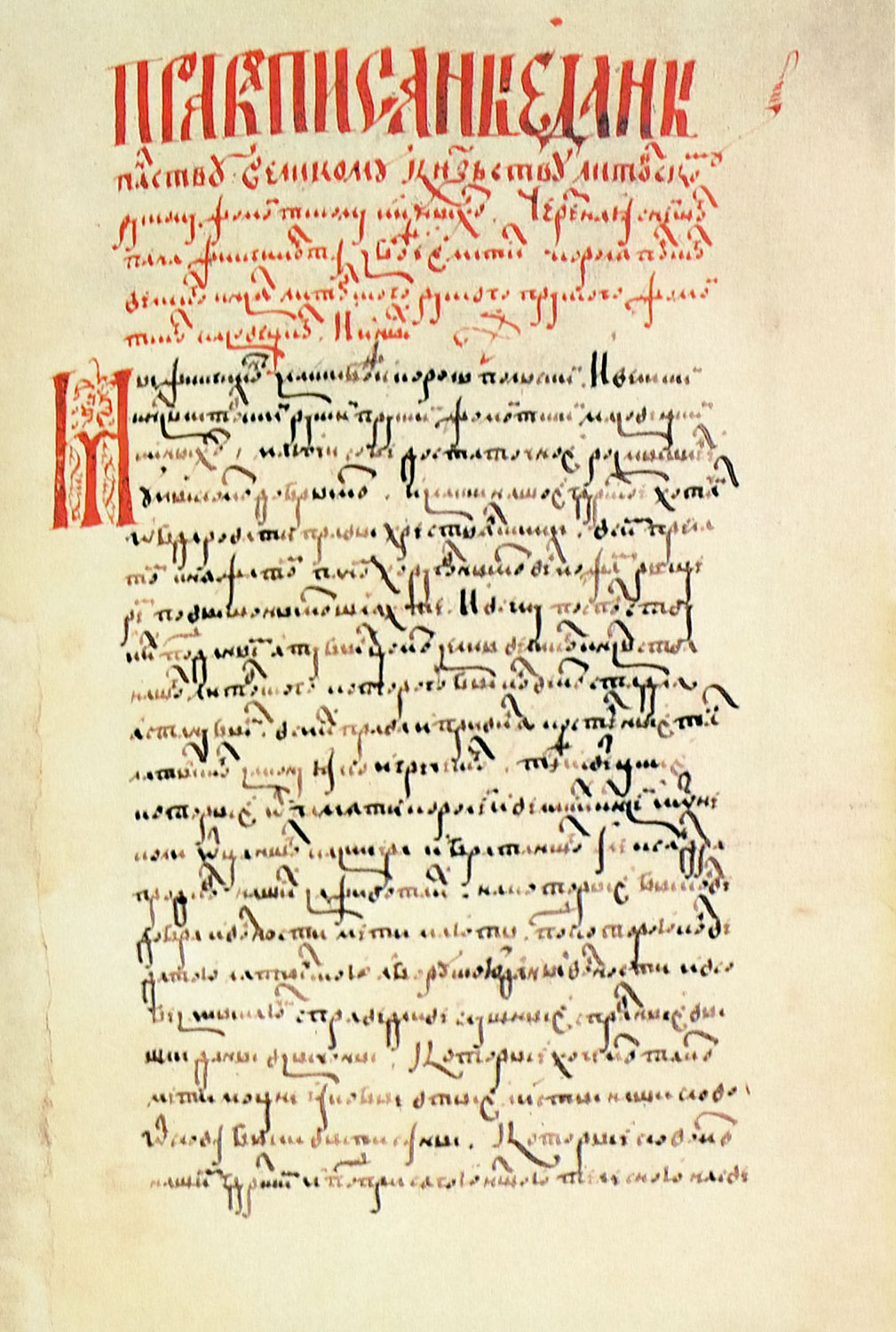
Первый Литовский статут (1529). Написан на западнорусском письменном языке

Термин «западнорусский письменный язык» является термином российской филологии и историографии, введённым в XIX веке в Российской империи.
Название «западнорусский» происходит от установившегося в российской историографии, после присоединения Великого княжества Литовского к Российской империи, понятия «Западная Русь» или «западнорусские земли», обозначающего земли Древнерусского государства, входившие в состав Великого княжества Литовского. Им противопоставляется понятие «Северо-Восточная Русь» — ядро современного Российского государства, — язык которой иногда называют старорусским. В российской филологии начала XX века было принято считать, что различие украинских и белорусских языковых норм незначительно, поэтому использовался обобщающий термин «западнорусский язык». В частности, такой точки зрения придерживался Николай Сергеевич Трубецкой.
В ряде западных языков сейчас приняты названия также без разделения на белорусский и украинский варианты, который называется «рутенским языком» как производное от латинизированного названия Руси — Ruthenia: нем. ruthenische Sprache, англ. Ruthenian language. При этом, когда речь идёт по смыслу о диалектах западнорусского, то украинский диалект называют просто Ruthenian, а белорусский — White Ruthenian.
По мере становления современных литературных белорусского и украинского языков, в XIX веке стали употребляться понятия «старобелорусский язык» и «староукраинский язык».
Термин «старобелорусский язык» был введён в научный обиход российским филологом-славистом Евфимием Карским на основании близости лексического строя западнорусского языка с народными белорусскими говорами XIX века.
Как полагают А. Даниленко и В. Мойсиенко, термин «западнорусский» не может считаться корректным, так как он является устаревшим, не имеет надлежащего коррелята в виде «восточно- (северно-, южно-) русского». Михаель Мозер считает, что данный термин так же неоднозначен, так как в некоторых классификациях фигурирует также «югозападнорусский язык». По мнению Даниэля Бунича, данный термин «национализирует» (как и варианты «староукраинский» и «старобелорусский») язык донациональной эпохи в пользу одной из современных восточнославянских наций. По мнению А. Даниленко, его употребление в советском языковедении явилось следствием оказывавшегося на учёных политического давления.

## Вопрос происхождения языка

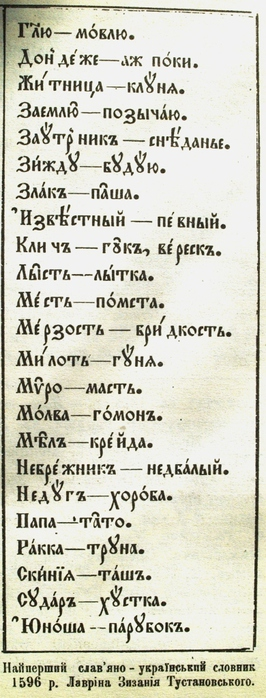
Примеры статей из первого словаря Лаврентия Зизания 1596 года. В левой колонке слова на церковнославянском языке, а в правой на «простой мове»

Основоположником исследования происхождения западнорусского языка традиционно считают Х. Станга, который опубликовал в 1939 году обширную монографию по данному вопросу, фактический материал которой исследователи изучают до сих пор. Вопрос происхождения западнорусского языка по-разному освещается украинскими и белорусскими лингвистами из-за спора о языковом наследии. Российские лингвисты поддерживают своих украинских и белорусских коллег по отдельным тезисам, нежели по общей концепции. Поскольку преждевременно говорить о формировании национальных лингвистических школ по данному вопросу, а, скорее, о доминирующем мнении лингвистов по их гражданству, то данные теории можно изложить следующим образом.

##### Точка зрения российских лингвистов
Для многих российских лингвистов характерно считать, что украинский и белорусский диалекты западнорусского языка различались между собой несущественно, и более древним является белорусский диалект. В частности, такой точки зрения придерживался создатель фонологии Н. С. Трубецкой. Академик А. А. Зализняк разделял точку зрения на западнорусский язык в том, что в этом языке превалировал белорусский комплекс, а украинский комплекс выделился из него на юге, и поэтому язык следует называть «старобелорусским». Несмотря на доминирующее название «западнорусский язык», в российской филологии принимается и форма названия «старобелорусский язык», как и самоназвание языка «руська мова» или «простая мова».

##### Точка зрения украинских лингвистов
Профессор Виктор Мойсиенко, сделав обзор современных научных работ, пришёл к следующим выводам:
1. Западнорусский язык («руськая мова» — самоназвание языка[11]) не базировался на языковых чертах одного из народов — белорусского или украинского, а был общим для обоих в период их вхождения в состав Великого княжества Литовского.
2. «Руськая мова», как официальный язык, возникла на почве литературно-письменного языка Киевской Руси — древнерусского.
3. Из черт живого языка «руськая мова» вобрала в себя наибольшее количество полесских особенностей, что обусловило некоторую наддиалектность языка на начальном этапе его развития.
4. С XVI века украинские языковые черты (с опорой на южноукраинскую основу живого языка) проявляются всё отчётливей, что позволяет говорить о староукраинском варианте «руськой мовы».
5. Белорусские языковые черты отчётливо так не проявились и слились с полесскими. В связи с этим, как отмечает Мойсиенко, с XVI века можно говорить о существовании белорусско-полесского варианта «руськой мовы», отчётливо противопоставленного украинскому варианту.

##### Точка зрения белорусских лингвистов
Белорусские лингвисты преимущественно рассматривают актовый язык Великого княжества Литовского как старобелорусский. Так, член-корреспондент НАН Беларуси, доктор филологических наук, профессор А. И. Журавский в своём обзоре научных работ, по их состоянию на 1978 год, отметил:
1. В письменности Великого княжества Литовского использовался язык на белорусской диалектной основе, а в конце XV века канцелярский язык Великого княжества Литовского выступает уже как язык белорусский, который находится в наиболее близком отношении к белорусским говорам около Вильно.
2. Филолог Евфимий Карский, который в 1904 году ввёл в оборот термин «старобелорусский язык», считал, что он создан на народных белорусских говорах.
3. Польский историк С. Кутшеба утверждал, что язык, который в старину употреблялся в королевской канцелярии и судах Великого княжества Литовского, был белорусским, смешанным с церковнославянским.
4. Внесённая членом НАН Украины Ю. Шерехом поправка к концепции Х. Станга о том, что основой канцелярского языка Великого княжества Литовского были, прежде всего, центральные белорусские говоры, по существу, лишь в деталях дополняет соображения X. Станга и принципиально не меняет положения о белорусской диалектной основе актового языка Великого княжества Литовского[32].

Согласно тезисам Журавского, белорусская лингвистика в целом настаивает на признании актового языка Великого княжества Литовского белорусским (старобелорусским) языком.

## История

### Возникновение западнорусского письменного языка в XIV веке
По мнению и украинских, и белорусских лингвистов западнорусский язык появился в XIV веке в Великом княжестве Литовском как официальный язык актовой и деловой письменности, язык государственного делопроизводства.

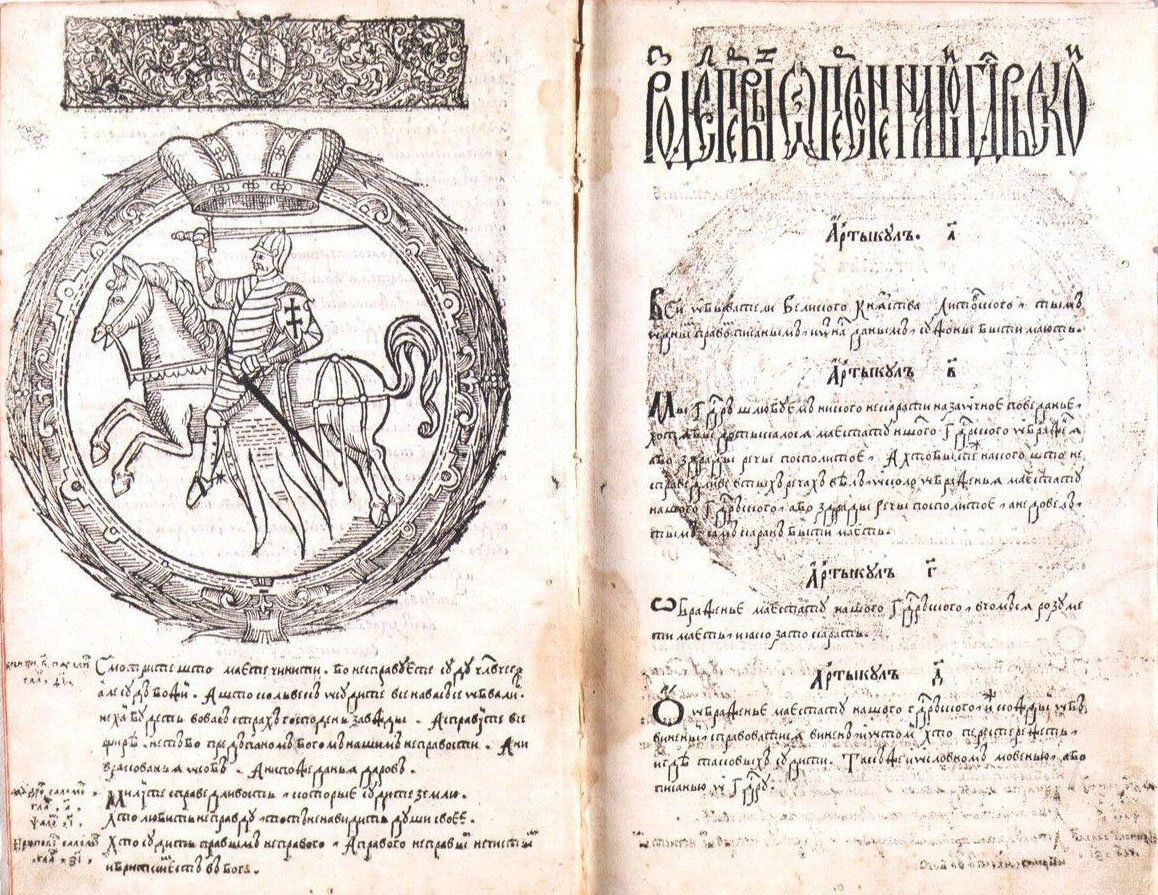
Третий Литовский статут (1588)

Восточнославянская письменность в Литве формировалась в условиях двуязычия: наряду с церковнославянским языком (украинско-белорусской редакции), который в основном использовался в религиозно-философской литературе, формируется литературный язык, который в письменных источниках Великого княжества Литовского называют «проста» или «руска мова» (реже — «литовский язык»). Этот язык постепенно вытесняет церковнославянский язык из всех сфер, кроме культового богослужения Православной и, частично (наряду с западнорусским), Униатской церкви.
На западнорусском письменном языке была составлена большая часть документов XV−XVI веков Литовской метрики; на этом языке составлялись официальные письма королевских канцелярий в Кракове и Варшаве, направленные в Великое княжество Литовское, Литовские статуты. На западнорусском письменном языке вышла первая газета Великого княжества Литовского — «Навіны грозные а жалостлівые...». Западнорусский язык признавался официальным и за рубежом.
Позже, в XVI веке, фактический центр западнорусского книгопечатания находился в Вильне.

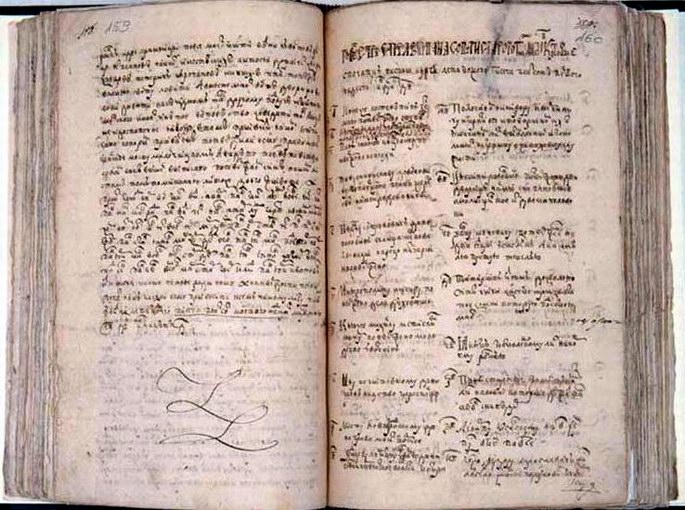
Литовская Метрика

Западнорусский письменный язык был языком беллетристики, публицистики, мемуаров, религиозной полемики, гомилетики и агиографии, на него переводились западноевропейские рыцарские романы, исторические хроники и апокрифы.
На Украине в последней четверти XVI века развивалась панегирическая литература, в которой прославлялись подвиги светских и духовных лиц в их борьбе против иностранных завоевателей, против католицизма.
После политических изменений, происходивших в Великом княжестве Литовском с конца XIV и в течение XV веков, сложилась тенденция к упадку культуры на западнорусском письменном языке в пользу польской, и такой упадок усиливался на протяжении XVI−XVII веков. Особенно неблагоприятным положение стало в последней четверти XVI века, когда в Речи Посполитой набрала силу контрреформация, поскольку протестанты и православные составляли в то время основную часть населения, использовавшего западнорусский письменный язык. Инквизиция Речи Посполитой включила много изданий на западнорусском языке в свой «Кодекс запрещённых книг» (вып. с 1603).
Ко второй четверти XVII века западнорусский литературный язык вобрал большое количество польских языковых элементов, оторвался от своей народной основы и стал сильно искусственным и даже не вполне пригодным к повседневному использованию. Литературный язык этого периода после переноса центра православного книгопечатания в Киев (1610-е годы) уже не мог считаться западнорусским в его первоначальном «старобелорусском» варианте. По мнению историков белорусского языкового наследия, таких как Елена Руденко, к XVIII веку старобелорусский диалект перестал быть востребованным писателями и новая белорусская литература уже была создана на основе разговорной белорусской речи, как произошло и со «староукраинским» диалектом западнорусского языка.

### Расцвет староукраинского варианта западнорусского языка в XVII веке. Рождение жанра драмы

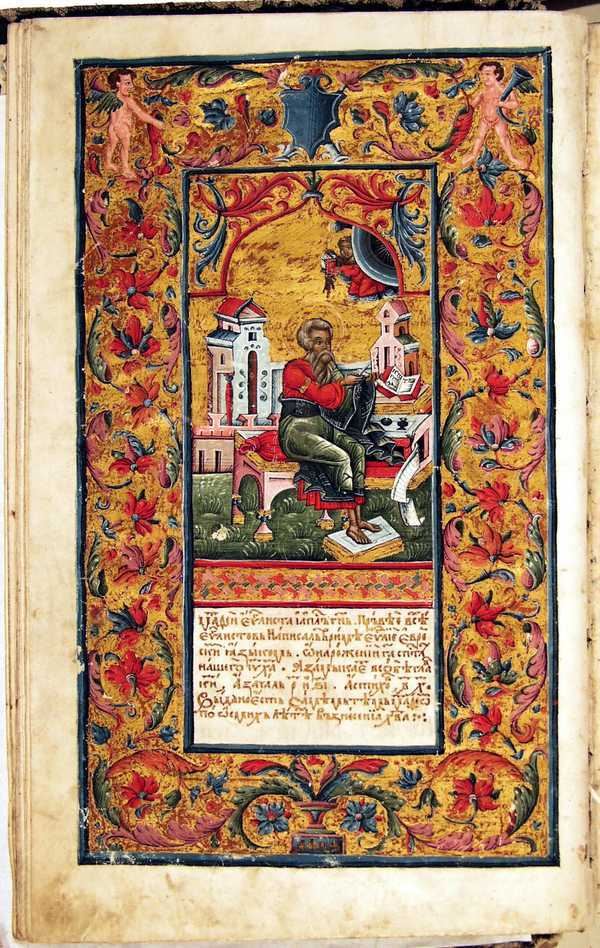
Пересопницкое Евангелие. Первое выдающиеся произведение на староукраинском варианте западнорусского языка

Начало формирования староукраинского варианта языка обычно относят к XVI веку, первым значительным произведением на украинском варианте западнорусского языка является Пересопницкое Евангелие (1556—1561), на котором ныне принимают присягу Президенты Украины. Пересопницкое Евангелие уникально также тем, что в нём встречаются слова, которые, предположительно, пришли из народных украинских говоров.
Подлинный расцвет литературы на церковнославянском языке начинается с XVII века c таких произведений, как «Грамма́тіки славе́нскиѧ пра́вилное сѵ́нтаґма» Мелетия Смотрицкого (1619) и её анонимная сокращённая переработка «Грамматики или писательница языка словенский» (1638).

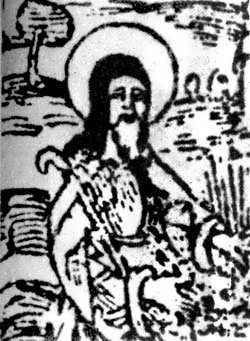
Памво Берында

Староукраинская грамматика была нормирована в «Грамматика словенская» Ивана Ужевича (1643, 1645). Существенным достижением Ужевича была стабилизация литературного стандарта староукраинского диалекта западнорусского языка с защитой его от влияния народных говоров. Так, в своей грамматике Ужевич чётко разделяет письменный язык lingua sclavonica и противопоставляет его lingua popularis, то есть, устной народной речи.
В начале XVII века появляются первые драматические опыты на староукраинском диалекте — вирши-декламации и диалоги: «На рождество господа бога…» (1616) Памвы Берынды, автора крупнейшего лексикологического труда «Лексикон словеноросский» (1627).
В эпоху барокко в староукраинской литературе рождается богатый драматический жанр, содержащий множество социально-бытовых сказок, песенников и комедий. В литературе происходила демократизация героя, стиля, особенно в интермедиях (вставки между актами школьной драмы), многоактная «Комедия» К. Марашевского (1787), поставленная в Забельском доминиканском коллегиуме.
С 1647 по 1701 годы Киево-Могилянская коллегия (впоследствии академия) опубликовала множество трудов староукраинских авторов: Иоанникия Галятовского, Лазаря Барановича, Радивиловского Антония, Иннокентия Гизеля, Варлаама Ясинского, Стефана Яворского, Дмитрия Туптало, Величковского Ивана, Пётр Могила и др. Киево-Могилянская академия была и центром развития драмы. Произведения этого жанра формируют особенности, присущие только староукраинскому диалекту в фонетике, грамматике и лексике.
В конце XVII начала XVIII ст. речь драм весьма существенно меняется: староукраинский вариант языка постепенно заменяется на церковнославянский. В проповеднической литературе, в частности, в сочинении «Ключъ разумѣніѧ» Иоанникия Галятовского, растёт количество церковнославянских заимствований в лексике. В XVII — начале XVIII столетий была распространена летописная литература, связанная, преимущественно, с национально-освободительной войной под руководством Б. Хмельницкого. Язык летописей неоднороден. Если в «Летописи Самовидца» чётко виден староукраинский диалект, то в более поздних летописях, в частности, у Величко, язык со значительной примесью церковнославянских слов и форм.

### Закат западнорусского языка. XVIII век
Полонизация вызвала отпор крупных государственных (Лев Сапега) и некоторых религиозных (Василий Тяпинский) деятелей Великого княжества Литовского. Начиная с публицистики, защита прав западнорусского письменного языка перешла в практику государственного строительства (споры о языке Литовского статута 1588 года, результат которых был озвучен Сапегой в предисловии к Статуту 1588 г. и зафиксирован в выборе языка Статутов). Значительной победой этой политической линии было закрепление в специальной статье Статута западнорусского письменного языка в качестве единственно разрешённого языка официальных документов, что было внесено в Статут 1566 года, и повторено в Статуте 1588 года и даже в польском переиздании Статута (1614).
Со временем, когда всё больше высшего, а потом и среднего класса переходило в польскую культуру и на польский язык, использование западнорусского письменного языка сокращалось.
| Период    | Виленские акты на западнорусском языке | Виленские акты на латыни | Виленские акты на польском языке |
| --------- | -------------------------------------- | ------------------------ | -------------------------------- |
| 1495—1550 | 50 %                                   | 50 %                     | 0 %                              |
| 1551—1600 | 17 %                                   | 63 %                     | 20 %                             |
| 1601—1650 | 5 %                                    | 30 %                     | 65 %                             |
| 1651—1754 | 0 %                                    | 10 %                     | 90 %                             |

В 1696 году генеральная конфедерация сословий Речи Посполитой запретила использование западнорусского языка во всех новых документах, замещая его польским языком.

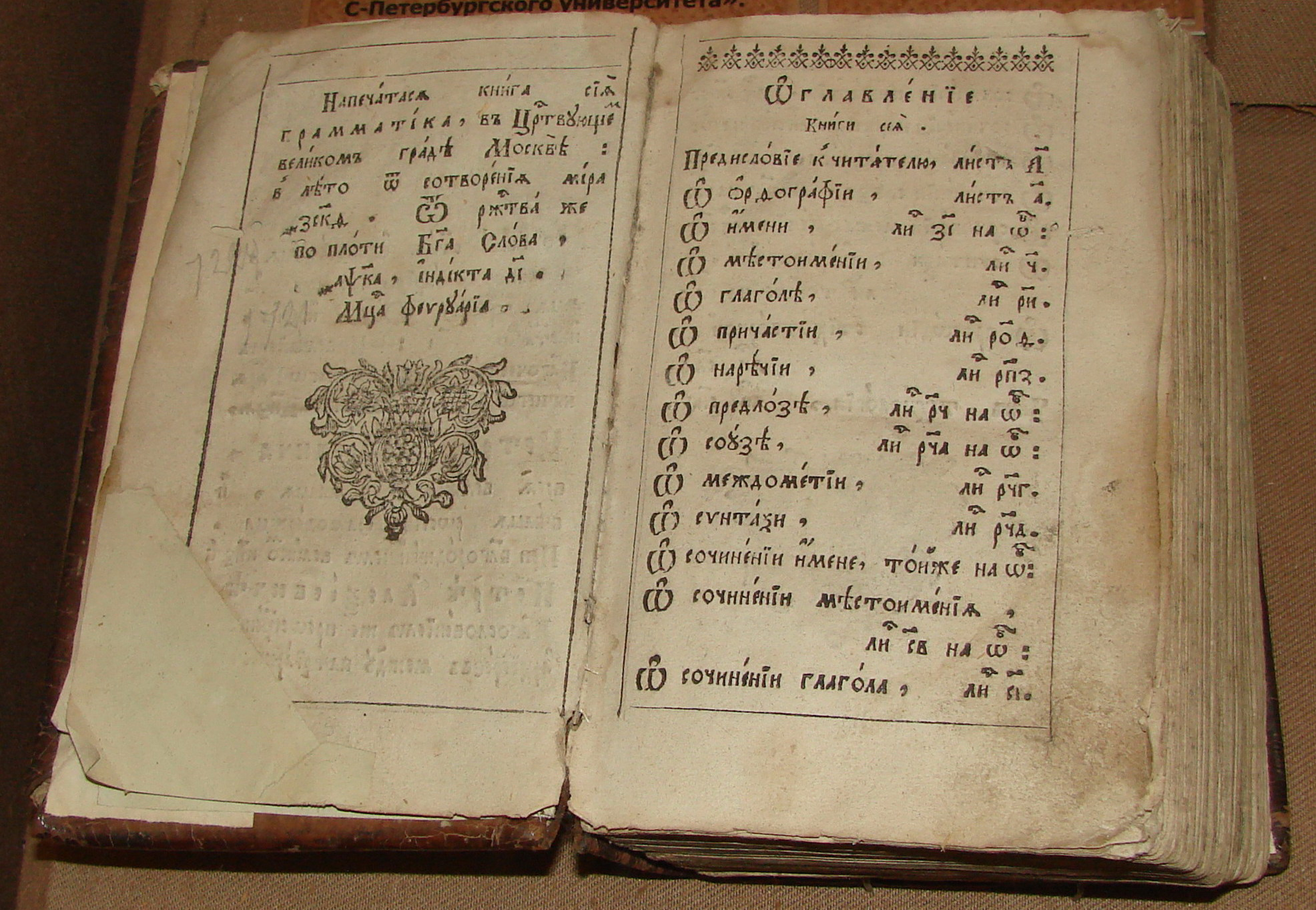
Грамматика Смотрицкого (1721)

5 октября 1720 года Пётр I утвердил указ Синода о том, что в Киеве и Чернигове книги имеют право печататься только в версиях, утвержденных Синодом. Хотя на западнорусском языке церковные книги редко печатались, так как православная догматика требовала использовать церковнославянский язык, тем не менее, часть исследователей считает это ограничением на литературу на западнорусском языке, так как типографиям разрешалось печатать только религиозную литературу. На западнорусском языке всё же были религиозные книги и весьма значимые, как Пересопницкое Евангелие. Следующие синодальные указы от сентября 1721, января 1727 и 1728 годов регламентировали такие ограничения на деятельность Киево-Печерской типографии. Как следствие, затормозилось развитие на староукраинском варианте западнорусского языка учебной и художественной литературы. Оставались только рукописи, представленные оляпками, рождественскими стихами (произносимыми спудеями) и благодарностями странствующих, а также традиционные деловые документы: разнообразные хозяйственные и лекарственные справочники и советчики. Печатная же литература выходила на церковнославянском языке.
К XVIII в. церковнославянский язык практически вытесняет западнорусский на Украине, и украинские авторы пишут на нём свои произведения, вливаясь в общероссийский культурный контекст. Григорий Сковорода свои философские произведения писал на русском языке, сознательно обращаясь время от времени к украинизмам из западнорусского. Профессор Барабаш приводит другие примеры того, как Гоголь переносил в русский язык словесные обороты из староукраинской драмы.
В начале XIX века в профессорской среде Виленского университета существовала идея возрождения западнорусского языка.

## Лексика
На западнорусском письменном языке писались литовские акты, в том числе Статуты Великого княжества Литовского и Литовская метрика, грамоты и все публичные акты. Таким образом, этот язык являлся официальным с XIV и до XVIII века.
Из древних актов (есть 1432 г.) многие написаны на западнорусском, также масса старинных счетов, писем и т. д. Элементы западнорусского языка прослеживаются и в церковных литературных памятниках.

### Франциск Скорина

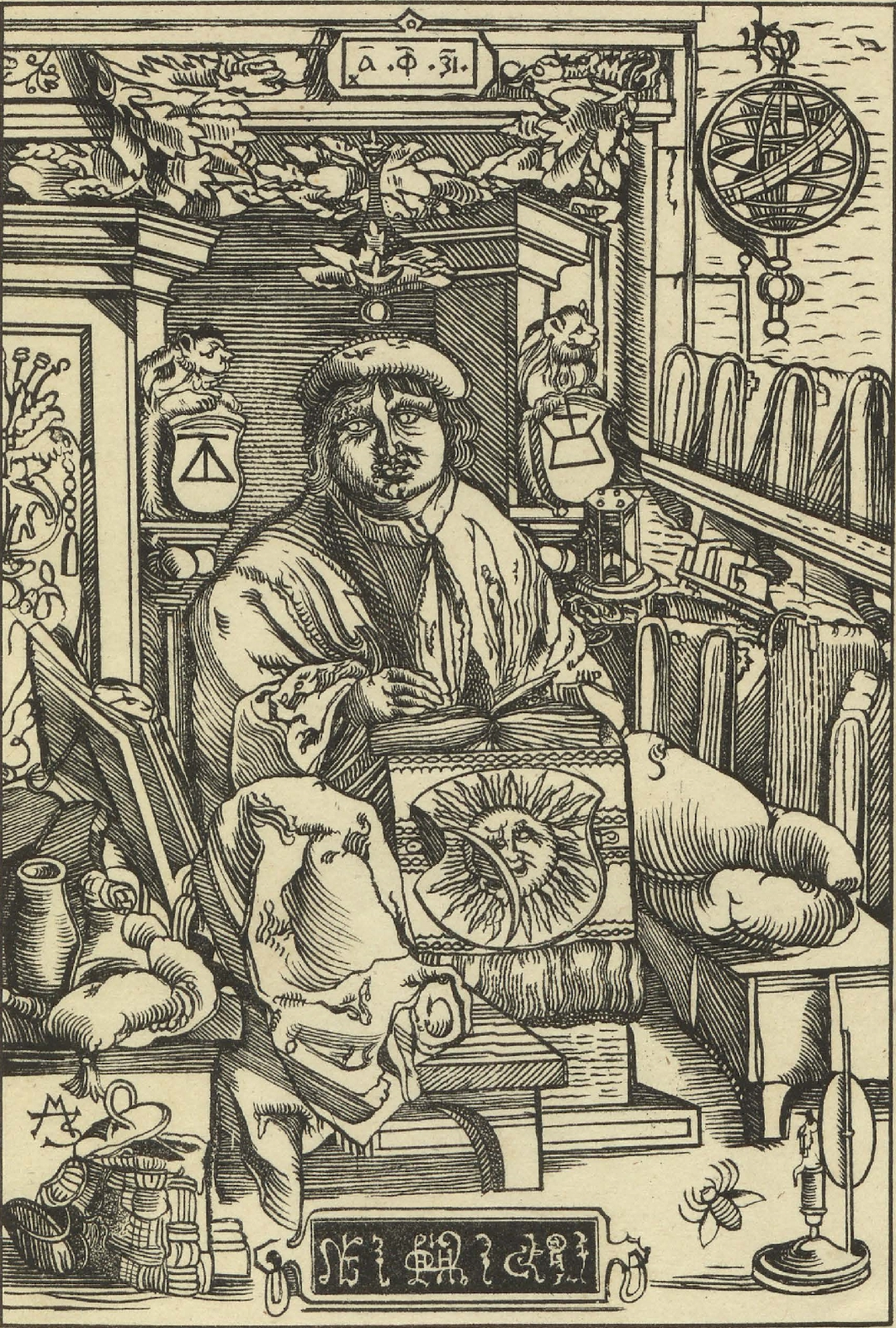
Франциск Скорина

Западнорусский язык составляет основу языка Библии Франциска Скорины. Словарный запас изданий восточнославянского первопечатника включает в себя исконно белорусские, церковнославянские и западнославянские лексические единицы (полонизмы, богемизмы). Белорусская лексика его работ имеет праславянское или древнерусское происхождение и в большинстве случаев продолжила традицию древнерусского языка, который до XIV века служил средством письменных отношений восточных славян, устное употребление которого имело узкий ареал, ограниченный преимущественно на этнической белорусской территории. Исследователи выделяют наиболее древние лексические единицы, которые сохранились по сей день в белорусском фонетическом оформлении: «вежа», «волотъ», «гай», «детинство», «жниво», «згода», «клопотъ», «криница», «лосеня», «лытка», «медведеня», «помста», «промень», «севба», «смутокъ», «стежка», «стрижень», «початокъ», «узгорокъ», прилагательные «горший», «даремный», «дробный», «житний», «лагодный», «приветливый», «пригожий», «росный», глаголы «гучати», «досягати», «змовитися», «лаяти», «робити», «ховати», наречия «вдолжъ», «домовъ», «досыть», «лепей», «николи» и другие. Наибольший вклад в лексическое пополнение западнорусского языка Франциск Скорина внёс именно за счёт словарных средств родных ему белорусских говоров. Затрагивая тему преемственности, корреспондент АН Беларуси и доктор филологических наук Александр Булыко отмечает, что вследствие широкого распространения на территории Белоруссии книг Скорины, пользовавшихся заслуженным авторитетом, их вклад в развитие белорусского языка донационального периода и стабилизации его лексической системы является «значительным».

### Симон Будный

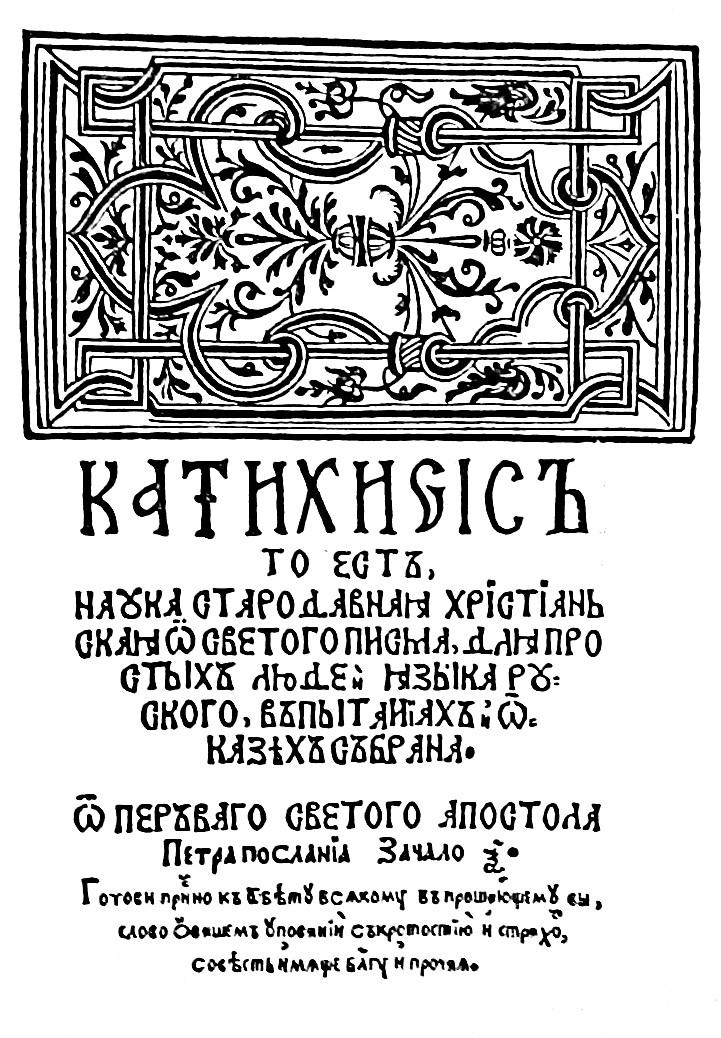
Титульный лист «Катихизиса», изданного в Несвиже в 1562 году Симоном Будным. Надпись гласит: «Катихисісъ, то естъ наука стародавная хрістіаньская от светого писма, для простыхъ людей языка руского, въ пытаніахъ и отказѣхъ събрана»

Ещё шире и разнообразнее использовал белорусскую лексику в своей печатной деятельности идейный последователь Франциска Скорины известный социнианский проповедник XVI века Симон Будный. На средства Николая Христофора Радзивилла Чёрного он издал 10 июня 1562 года в Несвиже «Катехизис» — яркий пример старобелорусского письменного языка. В предисловии к «Катехизису» он призывает феодалов, в первую очередь, Радзивиллов, беречь свой родной язык и заботиться о развитии культуры, образования и книгопечатания:
Абы ваши княжацкия милости не только в чужоземских языцех кохали, але бы ся теж... и того здавна славного языка славянского размиловати и оным ся бавити рачили. Слушная бо речь ест, абы ваши княжацкие милости того народу язык миловати рачили, в котором давъные предъки и их княжацкие милости панове отци ваших княжацких милости славне преднейшие преложеньства несуть
Отличительными фонетическими чертами языка «Катехизиса» Симона Будного являются: переход «у» в «ў» краткое, которое из-за отсутствия специальной графемы передавалось через «в»: «вживати», «навчаніе», «навчати» и затвердевание шипящих: «божыи», «всемогучыи», «иншыи», «чужыи», «маючы», «содравшы». Словарный состав «Катехизиса» не претерпел такого яркого западнославянского влияния, как у его предшественника Скорины, и состоит как из лексических единиц праславянского и древнерусского языков, так и из многочисленных нововведений, которые возникли на почве самостоятельных белорусских говоров. Как отмечает академик Аркадий Журавский в своей работе «Гісторыя беларускай літаратурнай мовы», в «Катехизисе» Будного присутствует значительное количество белорусизмов, которые только что начали входить в литературное употребление того времени: «бачити», «взоръ», «выховати», «згинути», «карати», «краина», «личьба», «мова», «мовити», «надея», «наставникъ», «прикрий», «пытанье», «справа», «ховати». Также в лексике «Катехизиса» названия дней недели выступают в белорусском фонетико-морфологическим обличье: «понѣдѣлокъ», «второкъ», «середа», «четвѣеръ», «пятница», «субота». Некоторые полонизмы, встречающиеся в книге Будного, раньше широко не употреблялись в западнорусских памятниках, однако вскоре укрепились в письменности Великого княжества: «дочасный», «жебровати», «зычити», «згола», «зацный», «маетность», «малженство», «пришлый», «цнота», «члонок», «шкода».

### Василий Тяпинский

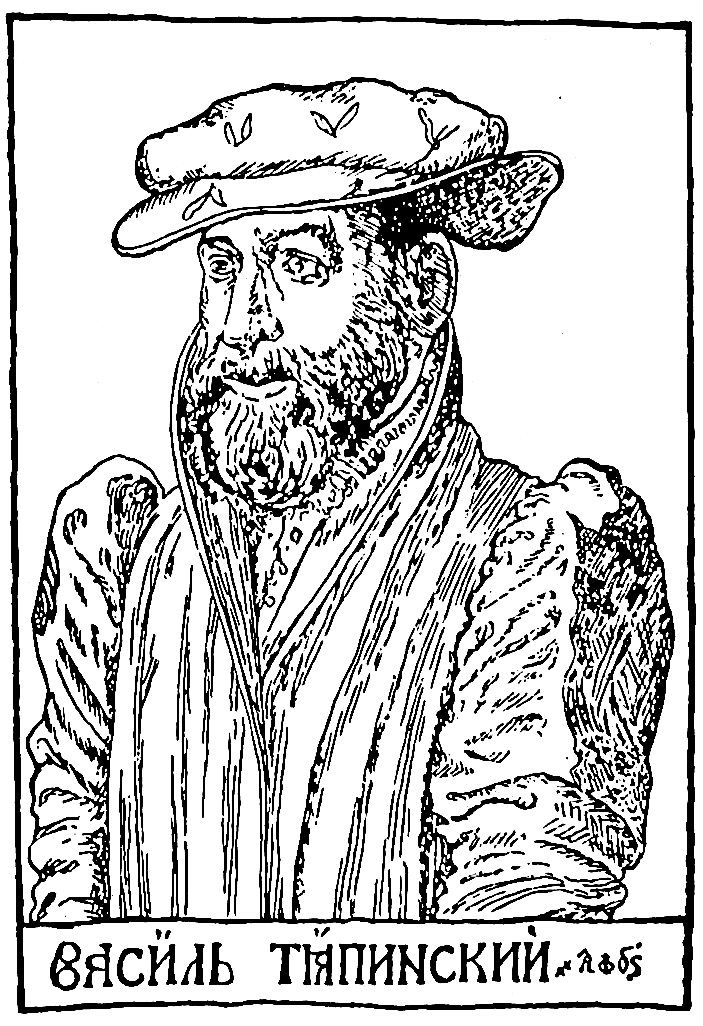
Василий Тяпинский (Тяпинский-Омельянович)

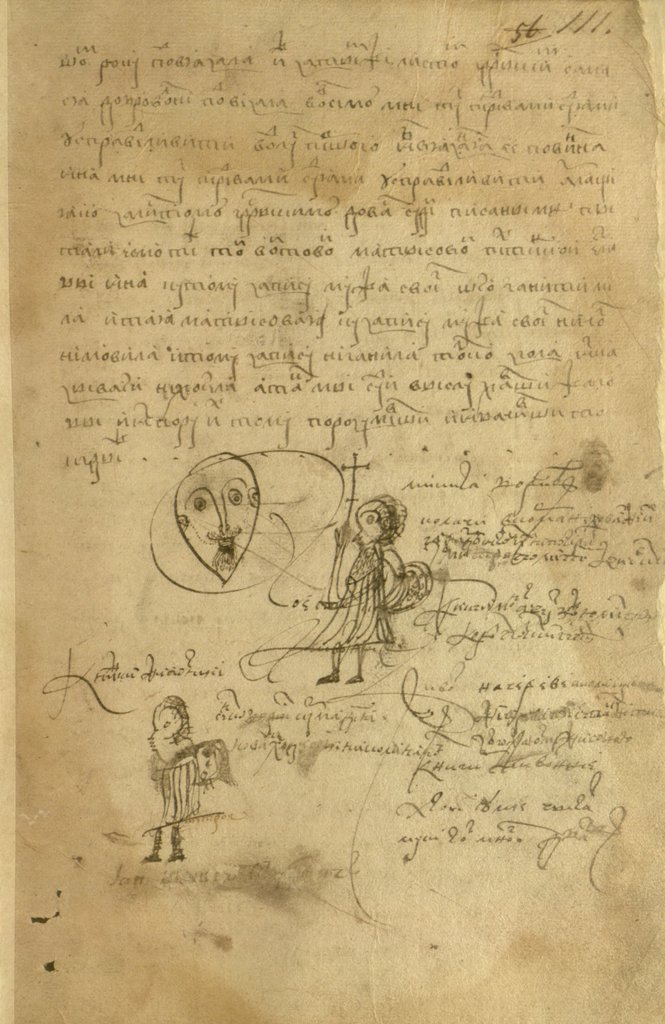
Запись в ранней актовой книге № 1 Гродненского земского суда за 1556 год на западнорусском письменном языке: «Книги животные хто их γмее чытат муси тот много дбать»

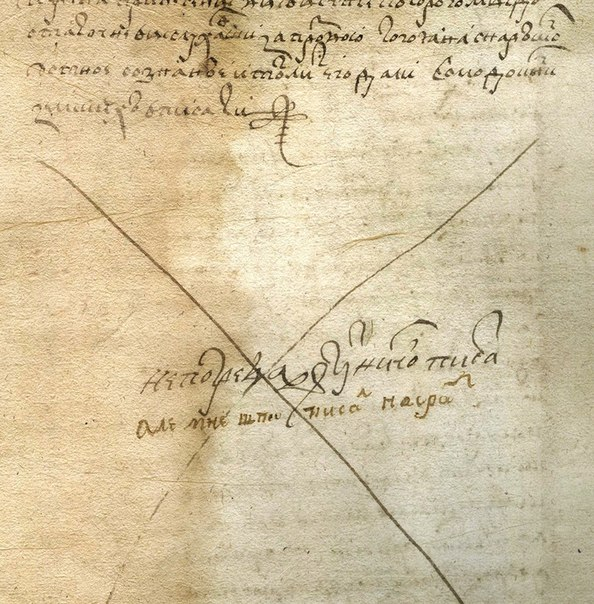
В 1571 году служащий канцелярии Гродненского земского суда написал для своих будущих преемников: «Не потреба тут ничого писат». Позднее надпись была зачеркнута и отмечена другой фразой: «Але мне, што писал — насрат»

Одним из самых ярких памятников западнорусской книжности является «Евангелие» Василия Тяпинского (ок. 1580) — переводное новозаветное издание, включающее в себя Евангелия от Матфея, Марка и начало от Луки. Текст книги приводится в два столбца — на церковнославянском и западнорусском языках. Данный перевод Святого Писания, наряду с произведениями Франциска Скорины и Симона Будного, стал ярким примером сближения языка религиозной литературы с живыми белорусскими говорами XVI в.
Для языка памятника характерны многочисленные фонетизированные написания в соответствии с живым произношением: «месцо», «жона», «ужо», «чоловекъ», «чотыри»; формы местоимений «хто», «што» вместо «кто», «что» и др., полногласные формы типа «берегъ», «ворогъ», «голодъ», «голосъ», «оболокъ», «чярево». В некоторых случаях с помощью «ь» В. Тяпинский отражал ассимиляционную мягкость согласных: «злосьть», «радосьть», «сьветъ», «сьвиренъ», «сьмерть», «сьнегъ», «есьли» и т. п.. Исследователи также отмечают совсем редкую для языковой нормы того времени фонетическую форму инфинитива типа «противитца», «судитца» вместо обычных стародавних «противитися», «судитися».
Знание В. Тяпинским своего родного языка особенно ярко выявилось на лексическом уровне «Евангелия». Каждой лексической единице книжнославянского текста он стремился дать соответствующее слово своего родного языка: адъ — «пекло», брань — «война», выя — «шия», крепокъ — «моцный», луна — «месецъ», мучитель — «катъ», печаль — «фрасунокъ», риза — «одежа», свешница — «лихтаръ», часъ — «година», языкъ — «народъ» и др. Даже словам общеславянского происхождения В. Тяпинский придавал ныне типичные для белорусского языка фонетико-морфологические черты: доселе — «досюль», колико — «колько», болезнь — «болесть», место — «месцо», пепелъ — «попелъ», мытаръ — «мытникъ», стезя — «стежка», сучецъ — «сучокъ», червь — «червяк», удица — «уда» и др.
В некоторых случаях церковнославянская религиозная терминология передавалась В. Тяпинским с помощью народного понятийного аппарата, структурно отличающихся от книжного текста средствами, которые обнаруживаются в современных белорусских говорах: аръхиереи — «переднейшие оферовнікі», лжепророки — «лживые пророки», миротворцы — «покои чинячие», законоучитель — «законоу учитель». Встречаются и обратные случаи, когда церковнославянские словосочетания передаются западнорусскими сложениями: мимо ити — «проминути», прелюбы творить — «чужоложить» и некоторые другие.

## Пример текста

### Пример разговорного языка
Пример «Русинского языка» (lingua Ruthenica) за 1705 год (в источнике текст дан латинским шрифтом, текст относится к народной погребальной обрядности, это плач над усопшим), кроме того в данном источнике дано латинское толкование смысла приведенного текста:

Ha lele lele, y procz tus mene umarl? yza tymie mielszto yestu albo procz ty umarl? Ha lele, lele yza tyniemie Kras ye mlodzite y procz ty umarl? // id est, heu heu mihi! quare mortuus est? Num tibi deerat esca aut potus? quare ergo mortuus est? Heu heu mihi! annon habuisti formosam conjugem? quare E. mortuus es?
— "Ritualis ecclesiastici opus historico-didascalico-paideuticum", 1705г., Т. 1, С. 820
Перевод латинского толкования следующий: «Увы, увы мне! Почему он мертв? Разве тебе не хватало еды или питья? Почему же тогда он мертв? Увы, увы мне! Разве у тебя не было жены? Почему ты мертв?»
На разговорном языке западной Руси была написана и «Львовская летопись» первой половины XVII века, имеющая в себе такие отрывки:

1597: Наливайка загублено.
1598: По дахахъ, по домахъ щось пысало, и падало на землю, що и люде слыхали, якъ о землю чимъ ударивъ, а потому скотъ здыхалъ барзо.
1599: Моръ былъ великій во Львовѣ, що мовили и птахъ, якъ летѣлъ, презъ мѣсто, впалъ и здохъ.
1616: … а Сцѣбора и Сурма чвертовано. Такую имъ нагороду дано.
1619: Канцлѣра Жолковского в Волосѣхъ забито, и Корецкого взято, бо безъ Козаковъ войну точилъ, мовилъ такъ: «Не хочу я зъ Грицями воевати; нехай идутъ до ролѣ, або свинѣ пасти.» Въ той часъ тутъ трвога наступила. Татаровъ великое множество розсѣялося было. Не было такого человѣка, що бы ся не трвожилъ.
1620: Въ той часъ Сагайдачный спосредку Турковъ беручи по едному водилъ до своего обозу. Тамъ его пострѣлено и умеръ, а въ Кіевѣ лежитъ тѣло его..

### Пример письменного языка
…иж они <монахи и казаки>, не контентуючися тым же от лет четырох, великие и несносные кривды скаржуючомуся, в забиранъю игрунтув их Гъригоревских до игрунтов своих Терехтемировских, чинили, и през границы старосвецкие и ново, часов недавных, з ними ж самыми поновъленые переходячи, лесы пустошили, озера и инъшие ловли рыбные, также сеножети и инъшие игрунты збирали, але тепер свежо, яко скаржучийся мает ведомость, с дому, в небытности его, року теперешнего, тысячу шест сот осмнадцатого, мѣсяца Мая четвёртого дня, пославши моцно и гвалтом Козаков и Мещан, в Трехтемѣрове мешкаючих, на тую маетность их, село Григорев, оную з мощи владзы скражающогося одняли, и его з спокойного державья къгвалтовне и безправъне выбилы и вытиснулы; двор, млын и инъшое будованъе дворищъное на себе взяли, и до маетности своё Трехтемировское превернули, за чим и у вины, в праве посполитом на таковых кгвалтовников описаные, попали и поводов для шкод немалых за таковым своим кглавтовым однятием тое маетности причинили.
— Жалоба Федора Сущанского Проскуры на монахов Трехтемировского монастыря за то, что они с помощию казаков и мещан Трехтемировских, овладели насильно его имением Григорьевом, 1618 г.//Архив Юго-Западной России, вып. 3 том 1, Киев, 1863, стр. 236

### Пример поэзии
В современной орфографии:
| Полска квитнет лациною, Литва квитнет русчизною: Без той в Полсце не пребудешь, Без сей в Литве блазном будешь. Той лацина езык дает, Та без Руси не вытрвает. Ведзь же юж, Русь, иж тва хвала По всем свете юж дойзралаж Весели ж се ты, Русине, Тва слава никгды не згине! Ян Казимир Пашкевич, 22. VIII. 1621 | Две сердца ся споили, меч их розрывает, Моц старожитных домов през тот осведчает, Которым варварскии гуфы не зровнали, Пойзри на гелм, обачиш, як ся потыкали. Котвицы теж веры статечнои знаком, Як кгды окрут на ветры умоцнен тройгаком. А крест церкви похвала, крест верным оброна, И тот есть Стеткевичов клейнот и корона. Претож их слава в небо, як стрела, възносити И на веки ся будет в людех голосити. Спиридон Соболь, На герб вельможных их милостей панов Стеткевичов |